# El Wendigo (novela corta)
El Wendigo (en inglés The Wendigo) es una novela corta de Algernon Blackwood publicada por primera vez en The Lost Valley and Other Stories (Eveleigh Nash, 1910).

## Argumento
En la región de selvática espesura que se extiende al norte de Rat Portage, en el noroeste de Ontario, dos escoceses, el estudiante de teología Simpson y su tío, el doctor Cathcart, autor de un libro sobre alucinación colectiva, realizan un viaje de caza de alces con los guías Hank Davis y el naturalista francés Joseph Défago.
Mientras su cocinero indio, Punk, se queda para atender el campamento principal, los otros se dividen en dos grupos de caza; el doctor Cathcart va con Hank, mientras Défago guía a Simpson en una canoa río abajo para explorar el vasto territorio más lejano.
Simpson y Défago acampan y pronto queda claro que Défago siente, o al menos cree sentir, un olor extraño y aterrador en el viento. Esa noche Simpson se despierta para encontrar a Défago encogido de terror por algo de fuera de la tienda. Más tarde Défago sale corriendo en la noche, obligando a Simpson a ir a buscarlo. Sigue sus huellas en la nieve durante muchos kilómetros, dándose cuenta de que las de Défago no son el único conjunto de huellas. El conjunto más grande de huellas no es humano, y gradualmente parece que las propias de Défago se han transformado en versiones más pequeñas del conjunto más grande. Finalmente, ambos conjuntos de pistas se desvanecen, y Simpson cree que escucha la voz distante de Défago gritando desde algún lugar en el cielo:

¡Ah! ¡Qué altura abrasadora! ¡Ah, mis pies de fuego! ¡Mis pies candentes!

Simpson finalmente logra regresar al campamento principal, donde se reúne con los demás. El doctor Cathcart y Hank regresan con él para buscar a Défago, y cuando acampan una vez más en la espesura, Défago, o alguna horrible parodia de Défago, aparece ante ellos para desaparecer nuevamente en la noche.
Confundidos y perturbados por lo que han presenciado, regresan al campamento principal y descubren que Défago, el verdadero Défago esta vez, ha regresado, sufriendo delírium, hipotermia y congelamiento. El pobre guía muere poco después, y los tres hombres quedan en un estado de desconcierto e incertidumbre sobre lo ocurrido. Solo Punk podría haberles explicado lo acontecido, pero huyó tan pronto como captó el terrible olor que Défago llevaba consigo. Como indio entendió al instante que Défago había visto al Wendigo.

## Recepción e influencia
- Grace Isabel Colbron comentó en su ensayo de 1915 Algernon Blackwood: An Appreciation: «Por su puro horror concentrado desnudo, inexplicado e inexplicable, se puede decir que cuentos como El Wendigo (...) pueden considerarse los más destacados entre  las historias de lo sobrenatural».[2]
- H. P. Lovecraft dijo de El Wendigo: «Otra historia increíblemente potente aunque menos acabada artísticamente [que Los sauces de Blackwood] es El Wendigo, donde nos enfrentamos con horribles evidencias de un gran demonio del bosque sobre el cual los madereros de North Woods susurran al atardecer. La manera en que ciertas huellas dicen ciertas cosas increíbles es realmente un notable triunfo de la artesanía».[3]
- August Derleth se basó en El Wendigo para su entidad homónima de los mitos de Cthulhu incluida en el cuento Ithaqua, y en su historia anterior inspirada en El Wendigo, The Thing That Walked on the Wind (Strange Tales of Mystery and Terror, 1933), hace referencia directa a Blackwood y su historia de "elementales del aire".[4]
- Una adaptación libre de El Wendigo de Alvin Schwartz aparece en su antología de terror Scary Stories to Tell in the Dark.[5]
- El juego de horror de supervivencia de 2015 para PS4 Until Dawn presenta a los wendigos como sus monstruos y se desarrolla en la ficticia Blackwood Mountain, Alberta, en referencia tanto al autor como a esta historia.[6]

## Edición en castellano
- El Wendigo y otros relatos extraños y macabros. Colección Gótica. Traducción Francisco Torres Oliver, José María Nebreda y Marta Lila Murillo. Valdemar. 2020. ISBN 978-84-7702-908-3.
- Varios autores (2013, 2014). «Algernon Blackwood, El Wendigo». Antología universal del relato fantástico. Colección Ars brevis. Edición y prólogo de Jacobo Siruela (Segunda edición). Vilaür: Ediciones Atalanta. ISBN 978-84-942276-5-3.